# یواس‌اس ریونج (۱۸۰۶)
یواس‌اس ریونج (۱۸۰۶) (به انگلیسی: USS Revenge (1806)) یک کشتی بود که طول آن ۷۰ فوت (۲۱ متر) بود.